# Crocodile (film, 1996)
Pour les articles homonymes, voir Crocodile (homonymie).
Pour plus de détails, voir Fiche technique et Distribution.
Crocodile (hangeul : 악어 ; RR : Ageo) est un film dramatique sud-coréen écrit et réalisé par Kim Ki-duk, sorti en 1996.

## Synopsis
Crocodile, voleur, arnaqueur, violent, vit avec son père et un jeune garçon au bord d'une rivière, sous un pont. Il se fait de l'argent en allant récupérer au fond de l'eau les portefeuilles des personnes qui se sont jetées dans la rivière. Jusqu'au jour où il sauve la vie d'une femme qui voulait se suicider. Elle se met à vivre avec eux, et il se crée alors entre eux une relation comme seule il peut en exister entre des personnes à la dérive, naviguant entre violence et affection.

## Fiche technique
- Titre : Crocodile
- Titre original : 악어 (Ageao)
- Réalisation : Kim Ki-duk
- Scénario : Kim Ki-duk
- Décors : Kim Ki-duk
- Photographie : Lee Dong-sam
- Montage : Park Gok-ji
- Musique : Lee Mun-hee
- Production : Kim Byung-su
- Société de production : Joyoung Films
- Société de distribution : [Laquelle ?]
- Pays d'origine : Corée du Sud
- Langue originale : coréen
- Format : couleur - 1.85 : 1 - Dolby Digital - 35 mm
- Genre : drame
- Durée : 102 minutes
- Date de sortie :
  -  Corée du Sud : 16 novembre 1996

## Distribution
- Jo Jae-hyeon : Crocodile
- Jeon Moo-song
- Ahn Jae-hong
- Yang Dong-jae
- Song Geum-sik
- Han Tae-il

## Autour du film
- Crocodile est le premier film réalisé par Kim Ki-duk.
- Le film fut projeté en France le 13 mars 2004 lors du Festival du film asiatique de Deauville.